# Més enllà de l'ona expansiva
Més enllà de l'ona expansiva és una pel·lícula d'acció xinesa de Hong Kong del 2020 escrita i dirigida per Herman Yau, produïda i protagonitzada per Andy Lau. La pel·lícula és una seqüela independent de la pel·lícula Ona expansiva del 2017, amb una història i personatges nous. A la pel·lícula, Lau interpreta un antic oficial de destrucció de bombes que cau en coma en una explosió, que li provoca amnèsia, i es converteix en el principal sospitós d'un atac terrorista. Després de ser detingut, s'escapa de la custòdia com a fugitiu per reconstruir la seva identitat i els detalls de l'incident. S'ha doblat i subtitulat al català.
La pel·lícula es va anunciar per primera vegada el 15 de març de 2018. La producció de  Més enllà de l'ona expansiva  va començar el febrer de 2019 i va acabar el 8 de maig de 2019. L'estrena estava prevista el juliol de 2020, però més tard es va posposar fins al 24 de desembre de 2020. Ha recaptat 226,4 milions de dòlars a tot el món, la qual cosa la converteix en la desena pel·lícula més taquillera del 2020.

## Sinopsi
Poon Shing-Fung és un expert desactivador de bombes que, després d'una explosió que ha provocat desenes de víctimes, queda malferit i pateix un episodi d'amnèsia. Quan es desperta, la policia l'assenyala com el principal sospitós de l'atemptat.

## Repartiment
- Andy Lau com a Poon Sing-fung[11]
- Sean Lau com a Tung Cheuk-man
- Ni Ni com a Pong Ling
- Tse Kwan-ho com a Ma Sai-kwan
- Philip Keung com a Lee Yiu-sing
- Ron Ng com a Lun Ting-pong
- Kenny Wong com a Chan King-to
- Timothy Cheng com el comissari Chan
- Timmy Hung com a King
- Ben Yuen com a Chin Ka-on
- Wilfred Lau com a Sze-to Wai
- Ling Man-lung com a Siu-hak
- Marc Ma com a Rhino
- Babyjohn Choi com a Cheung Chi-man
- Raymond Chiu com a Fat Sze
- Jerome Cheung com a Stephen
- Zhang Yang com a Mon
- Olivia Yan com a Wong Ching-yee